# زالتسودل
شهر زالتسودل (به آلمانی: Salzwedel) در ایالت زاکسن-آنهالت در کشور آلمان واقع شده‌است.